# Enola Holmes
Die Enola-Holmes-Krimis sind eine Jugendromanreihe der US-amerikanischen Autorin Nancy Springer, die sich um die jüngere Schwester des berühmten Sherlock Holmes drehen.
Als ihre Mutter spurlos verschwindet, soll die 14-jährige Enola von ihren erwachsenen Brüdern Sherlock und Mycroft Holmes gegen ihren Willen auf ein Mädchenpensionat geschickt werden. Mithilfe ihrer Mutter, die Geld für Enola versteckt hat und mit ihr über ein ausgeklügeltes Verschlüsselungsverfahren kommuniziert, kann sie es verhindern und baut in London heimlich eine Detektei mit Spezialisierung auf verschwundene Personen auf. Dabei muss Enola ständig auf der Hut sein, um nicht von ihren Brüdern entdeckt und auf das Mädchenpensionat geschickt zu werden.
Bei den Enola-Holmes-Romanen handelt es sich um ein Sherlock-Holmes-Pastiche. Sie entleihen die bereits bekannten Figuren und Schauplätze der Sherlock-Holmes-Romane und führen die neu erfundene Figur Enola in diese Welt ein.
Das erste Buch (Der Fall des verschwundenen Lords) und das fünfte Buch (Der Fall des rätselhaften Reifrocks) waren 2007 und 2010 jeweils für einen Edgar Award im Bereich Jugendkrimi nominiert.
Eine Verfilmung des ersten Bandes, mit Millie Bobby Brown in der Hauptrolle, erschien am 23. September 2020 auf Netflix.

## Inhalt
Nachdem Enolas Mutter am vierzehnten Geburtstag ihrer Tochter verschwunden ist, kommen ihre Brüder Sherlock und Mycroft zu dem Schluss, dass ihre Mutter nicht entführt wurde, sondern sie absichtlich verlassen hat. Enola ist am Boden zerstört, findet jedoch bald verschlüsselte Botschaften ihrer Mutter, die darauf hinweisen, dass sie gegangen ist, um den gesellschaftlichen Zwängen der viktorianischen Zeit zu entkommen und nun mit den Roma lebt. Enola findet durch geheime Botschaften ihrer Mutter Geld, das ihre Mutter ihr hinterlassen hat, um auch ihr die Flucht zu ermöglichen. Als Mycroft darauf besteht, sie auf ein Mädchenpensionat zu schicken, um aus ihr eine anständige Dame zu machen, flieht Enola nach London. Im Laufe der Serie löst Enola eine Reihe von Vermisstenfällen, darunter die Rettung von Dr. John Watson, während ihre Brüder ihr immer dicht auf den Fersen sind.

## Bände
1. The Case of the Missing Marquess (2006), deutsch Der Fall des verschwundenen Lords (2019)
2. The Case of the Left-Handed Lady (2007), deutsch Der Fall der linkshändigen Lady (2019)
3. The Case of the Bizarre Bouquets (2008), deutsch Der Fall der verhängnisvollen Blumen (2020)
4. The Case of the Peculiar Pink Fan (2008), deutsch Der Fall des geheimnisvollen Fächers (2020)
5. The Case of the Cryptic Crinoline (2009), deutsch Der Fall des rätselhaften Reifrocks (2021)
6. The Case of the Gypsy Goodbye (2010), deutsch Der Fall des verschlüsselten Briefes (2021)
7. Enola Holmes and the Black Barouche (2021), deutsch Der Fall der schwarzen Kutsche (2022)
8. Enola Holmes and the Elegant Escapade (2022), deutsch Der Fall der eleganten Eskapade (2022)
9. Enola Holmes and the Mark of the Mongoose (2023), deutsch Der Fall der verschworenen Bruderschaft (2024)

## Literarische Kritik
Der Fall des verschwundenen Lords wurde 2007 und The Case of the Cryptic Crinoline 2010 für einen Edgar Award in der Kategorie Bester Jugendkrimi nominiert. Karen MacPherson von der Pittsburgh Post-Gazette nennt Enola eine "hochinteressante Heldin". Dem schloss sich das Children's Book and Play Review in einer Rezension des ersten Buches mit dem Urteil an Enola sei "ein aufgeweckter und liebenswerter Charakter". Gleichzeitig lobte es den Roman als "temporeich und spannend", dem es dennoch gelinge, den Zeitgeist einzufangen. Nur das Ende sei etwas zu übereilt. Das Carthage College's Center for Children's Literature beschreibt das zweite Buch als "soliden historischen Kriminalroman" mit einem "überzeugenden und überraschenden Ende", obwohl der Beginn des Romans "ein wenig langsam" gewesen sei.

## Graphic Novel
Die Enola-Holmes-Krimis wurde von der französischen Autorin und Künstlerin Séréna Blasco als Graphic Novel adaptiert und vom Jungle!-Verlag als Teil der Miss Jungle-Sammlung herausgegeben. Übersetzungen sind inzwischen in englischer und spanischer Sprache erhältlich, seit April 2021 auch in deutscher Sprache.

## Verfilmungen
Am 9. Januar 2018 wurde bekannt, dass eine Filmreihe basierend auf den Enola-Holmes-Krimis geplant ist, in der Millie Bobby Brown die Hauptrolle übernimmt und gleichzeitig als Produzentin auftritt. Ein Jahr später waren mit Harry Bradbeer und Jack Thorne Regisseur und Drehbuchautor gefunden. In der Rolle von Enolas Mutter ist Helena Bonham Carter zu sehen, während Henry Cavill Sherlock Holmes spielt. Aufgrund der COVID-19-Pandemie war die Verfilmung des ersten Bandes nicht im Kino zu sehen, sondern auf dem Streaming-Portal Netflix. Dort wurde der Film am 23. September 2020 veröffentlicht. Der zweite Teil folgte im November 2022. Anfang November 2023 wurde durch Netflix bestätigt, dass ein dritter Film der Reihe in Auftrag gegeben worden ist.

## Rechtsstreit
Am 23. Juni 2020 reichte die Nachlassverwaltung von Arthur Conan Doyle im US-Bundesstaat New Mexico Klage gegen Nancy Springer, Legendary Pictures, PCMA Productions und Netflix ein. Darin wird den Enola-Holmes-Krimis und ihren Adaptionen Urheberrechts- und Markenverletzung basierend auf den letzten zehn Sherlock-Holmes-Geschichten von Arthur Conan Doyle vorgeworfen, die zur Zeit der Veröffentlichung der Enola-Holmes-Werke noch nicht gemeinfrei waren. In diesen Werken werde Sherlock Holmes laut dem Kläger emotionaler und menschlicher dargestellt als in den vorangegangenen Geschichten, eine Darstellung, derer sich die Enola-Holmes-Geschichten bedienten.